# Hiperfante
En la mitología griega, Hiperfante (Ὑπέρφαντος) era un caudillo de los flegios y un aliado de los tebanos. Fue el padre de Euriganía, quien, según Pausanias, fue la esposa de Edipo después de la muerte de Yocasta. Pausanias dice también que Euriganía fue la madre de los cuatro hijos de Edipo: (Etéocles, Polinices, Antígona e Ismene). Dependiendo de la versión, Pausanias se refiere al poema de la Edipodia y a una pintura de Onasias que describe a Euriganía afligida por la disputa entre sus dos hijos.
De acuerdo con Hesíodo, Hiperfante tuvo otra hija, Eurianasa, que se convirtió en la madre de Minias por Posidón.